# شقرف
شقرف إحدى قرى مركز طنطا التابع لمحافظة الغربية بجمهورية مصر العربية.

## التاريخ
أقدم مصدر ذكرت به القرية هو كتاب وقف السلطان الغوري سنة 923 هـ، ربما كانت القرية من توابع برما ثم فصلت عنها في أواخر دولة المماليك. كما وردت القرية في دليل القرى المصرية سنة 1224 هـ وسنة 1228 هـ.

## التعليم
تصل نسبة الأمية في القرية إلى 50.21% بين من تجاوزوا العاشرة من عمرهم، بينما تصل نسبة من حصلوا على تعليم جامعي إلى 2.16% من جملة السكان.

## السكان
بلغ عدد سكان شقرف 10,401 نسمة حسب تقدير عام 2018.
| السنة  | 1882 | 1897 | 1907 | 1927 | 1947 | 1960 | 1976 | 1986 | 1996 | 2006  | 2018   |
| ------ | ---- | ---- | ---- | ---- | ---- | ---- | ---- | ---- | ---- | ----- | ------ |
| القرية | 2264 | 2904 | 2957 | 2602 | 2589 | 3393 | 4159 | 5306 | 6887 | 8,018 | 10,401 |